# Paul Hufnagel
Paul Hufnagel (* 22. September 1925; † 11. Januar 2008 in Duisburg) war ein deutscher Fußballspieler und Fußballtrainer. Der Offensivspieler hat in der damals erstklassigen Fußball-Oberliga West bei den Vereinen Duisburger Spielverein, Rheydter Spielverein und Meidericher SV von 1949 bis 1957 insgesamt 114 Ligaspiele absolviert und dabei 36 Tore erzielt.

## Laufbahn
Hufnagels Karriere in der Oberliga West begann 1949/50 mit Altmeister und Oberliga-Aufsteiger DSV. Beim Erreichen des 10. Ranges hatte der Rechtsaußen im damals gebräuchlichen WM-System an der Seite von Torjäger Willi Koll (30/17) in 16 Ligaspielen sieben Tore erzielt. Zur folgenden Saison zog es ihn erneut zu einem Aufsteiger, jetzt zur Rheydter Spielvereinigung. Hier konnte er unter Spielertrainer Fritz Pliska nur mit elf Einsätzen (1 Tor) aufwarten und schloss sich zur Saison 1951/52 dem Meister der 2. Liga West, dem Meidericher SV an. Hier gehörte er auf Anhieb mit 22 Ligaeinsätzen und sieben Toren an der Seite von Mittelstürmer Karl Hetzel der Stammformation der „Zebras“ an. In der Saison 1954/55 stieg er überraschend mit dem MSV in die 2. Liga ab, woraus er aber mit seinen Mannschaftskameraden umgehend 1955/56 als Vizemeister die Rückkehr erreichte. Unter Trainer Hermann Lindemann hatte er dabei in 17 Zweitligaspielen sechs Tore beigesteuert. Mit fünf Spielen und einem Tor verabschiedete sich Hufnagel in der Saison 1956/57 aus der Oberliga West. Der wendige Rechtsaußen galt als einer der Leistungsträger seiner Mannschaft. In der Oberliga kam er auf 28 Tore in 87 Spielen für die Meidericher.
Anschließend erwarb er unter dem späteren Bundestrainer Helmut Schön die Lizenz zum Fußballlehrer und wechselte zunächst als Jugendleiter zu Bayer 05 Uerdingen, dem heutigen Krefelder FC Uerdingen. Als Trainer der ersten Mannschaft führte er diese 1963 in die seinerzeit drittklassige Verbandsliga, was den bis dahin größten Erfolg der Vereinsgeschichte darstellte.
1965 übernahm er dann den Posten des Leiters der Fußballabteilung und dirigierte in dieser Funktion den weiteren Aufstieg der Krefelder. Zunächst erfolgte 1971 der erstmalige Aufstieg in die seinerzeit zweitklassige Fußball-Regionalliga West. Auch an den Aufstiegen in die Bundesliga 1975 und 1979 hatte er großen Anteil. 1981 legte er sein Amt schließlich nieder.